# Орфген
Орфген (нім. Orfgen) — громада в Німеччині, розташована в землі Рейнланд-Пфальц. Входить до складу району Альтенкірхен. Складова частина об'єднання громад Фламмерсфельд.
Площа — 3,74 км2. Населення становить 239 ос. (станом на 31 грудня 2020).